# Parachelifer pugifer
Parachelifer pugifer är en spindeldjursart som beskrevs av Beier 1953. Parachelifer pugifer ingår i släktet Parachelifer och familjen tvåögonklokrypare. Inga underarter finns listade i Catalogue of Life.